# K Vlijtingen Vlug en Vrij
Maillots
Dernière mise à jour : 4 août 2017.
Le Koninklijke Vlijtingen Vlug en Vrij est un club de football belge basé à Vlijtingen. Il porte le matricule 5776, et évolue en première provinciale lors de la saison 2017-2018. Au cours de son histoire, le club a disputé 6 saisons dans les séries nationales.

## Histoire
Un premier club de football est fondé à Vlijtingen en 1935, le Sportkring Vlijtingen, qui rejoint l'Union Belge le 28 mai de cette année. Au début de la Seconde Guerre mondiale, le club doit déménager à Vroenhoven, un village voisin à la frontière avec les Pays-Bas. Mais malgré tout, le club ne peut continuer ses activités et est dissous durant le conflit.
Un nouveau club est fondé dans le village en 1952 sous le nom de Vlijtingen Vlug en Vrij. il dispute quelques rencontres amicales durant un à deux ans, puis s'affilie à l'Union Belge le 20 août 1954. Il reçoit le matricule 5776 et es versé en troisième provinciale, le plus bas niveau du football dans le Limbourg à cette époque. Le club commence son parcours en 1955 par une troisième place, et gagne sa promotion vers le niveau supérieur en 1959, profitant de la création d'une série supplémentaire en deuxième provinciale. Six ans plus tard, il remporte le titre dans sa série, et rejoint ainsi la première provinciale en 1964.
Le club joue quatre ans dans l'élite de la province, échouant à la deuxième place en 1966, puis retombe au niveau inférieur. Un an plus tard, à la suite de la fusion des clubs tongrois, le Cercle et le Patria, une place supplémentaire est disponible en « P1 ». Un tour final est organisé entre les deuxièmes de chaque série de « P2 » pour déterminer le montant supplémentaire, tour final remporté par Vlijtingen. Mais un an plus tard, le club redescend en deuxième provinciale. Il y joue jusqu'en 1973, quand il remonte au plus haut niveau de la province. Deux ans plus tard, il remporte le titre provincial après un test-match face à l'Eendracht Gerhees Oostham, et est ainsi promu pour la première fois de son Histoire en Promotion, le quatrième niveau national du football belge en 1975.
Pour ses débuts en nationales, le Vlijtingen V&V termine à la cinquième place, ce qui reste encore aujourd'hui son meilleur classement historique. Il finit sixième la saison suivante, performance rééditée deux ans plus tard. Mais en 1980, il ne termine que quatorzième, une position de relégable, et doit redescendre en provinciales après cinq saisons en Promotion.
Le club joue à ce niveau durant toutes les années 1980, mais sans parvenir à jouer les premiers rôles. En 1989, il subit une nouvelle relégation, suivie d'une autre trois ans plus tard qui le renvoie en troisième provinciale. Le club met cinq ans à revenir au deuxième niveau provincial, et rejoint la « P1 » en 2000 via le tour final. Le club n'y reste qu'une saison puis redescend d'un niveau, où il passe encore trois ans avant de revenir parmi l'élite provinciale en 2004. Il fête la même année sa reconnaissance en tant que « Société Royale », et adapte son nom en Koninklijke Vlijtingen Vlug en Vrij. Après plusieurs saisons terminées entre la quatrième et la septième place, il remporte le tour final provincial en mai 2013. Lors du tour final interprovincial, il termine dans les deux premiers et remonte ainsi en Promotion, 33 ans après l'avoir quittée. Ce retour ne dure qu'un an, le club terminant quatorzième dans sa série, une place qui le condamne à une relégation directe en première provinciale.

## Résultats dans les divisions nationales
Statistiques mises à jour le 7 mai 2014

### Bilan
| Niv | Divisions     | Jouées | Titres | TM Up | TM Down |
| --- | ------------- | ------ | ------ | ----- | ------- |
| I   | 1re nationale | 0      | 0      |       |         |
| II  | 2e nationale  | 0      | 0      |       |         |
| III | 3e nationale  | 0      | 0      |       |         |
| IV  | 4e nationale  | 6      | 0      |       |         |
| V   | 5e nationale  | 0      | 0      |       |         |
|     |               |        |        |       |         |
|     | TOTAUX        | 6      | 0      | 0     | 0       |

- TM Up : test-match pour départager des égalités, ou toutes formes de Barrages ou de Tour final pour une montée éventuelle.
- TM Down : test-match pour départager des égalités, ou toutes formes de Barrages ou de Tour final pour le maintien.

### Classements saison par saison
| Ordre               | Saison  | Nom du club    | Niveau            | Classement final | Remarques |
| ------------------- | ------- | -------------- | ----------------- | ---------------- | --------- |
| 1                   | 1975-76 | Vlijtingen V&V | Promotion série C | 5e/16            |           |
| 2                   | 1976-77 | Vlijtingen V&V | Promotion série C | 6e/16            |           |
| 3                   | 1977-78 | Vlijtingen V&V | Promotion série B | 11e/16           |           |
| 4                   | 1978-79 | Vlijtingen V&V | Promotion série A | 6e/16            |           |
| 5                   | 1979-80 | Vlijtingen V&V | Promotion série C | 14e/16           | Relégué!  |
| séries provinciales |         |                |                   |                  |           |
| 6                   | 2013-14 | Vlijtingen V&V | Promotion série C | 14e/16           | Relégué!  |
| séries provinciales |         |                |                   |                  |           |

## Entraîneurs
- 2012-2015 :  Daniël Nassen